# Нижний Лып
Нижний Лып — село в Большесосновском районе Пермского края. Входит в состав Полозовского сельского поселения. Впервые отмечено на карте 1738 г.

## Географическое положение
Расположено на правом берегу реки Коза (приток реки Малый Лып), примерно в 15 км к западу от административного центра поселения, села Полозово, и в 54 км к юго-западу от райцентра, села Большая Соснова.

## Население
| 2010 |
| ---- |
| 315  |

## Улицы[2]
- Колдомова ул.
- Молодёжная ул.
- Нагорная ул.
- Новая ул.
- Советская ул.
- Школьная ул.

## Топографические карты
- Лист карты O-40-85 Петропавловск. Масштаб: 1 : 100 000. Состояние местности на 1983 год. Издание 1984 г.